# Genciana groga
La genciana, gençana, o genciana groga, (Gentiana lutea) és una planta del gènere gentiana. La Gentiana lutea és coneguda popularment com a genciana groga o vera, argençana o llençana. El seu nom científic deriva de Gentius, rei d'Il·líria (180 a 167 aC), que va ser qui va descobrir el valor curatiu de la planta, utilitzada en aquella època com a antídot contra alguns verins. És una planta en perill d'extinció, ja que la part que se n'utilitza és l'arrel, cosa que fa encara més difícil la seva propagació en ser arrencades i exterminades. El seu rizoma es feia servir per a aromatitzar la cervesa abans de l'ús del llúpol. Alguns dels problemes que aturen l'establiment de parcel·les de cultiu de genciana són la durada del cicle productiu (que pot allargar-se entre 4 i 5 anys) i la dormància de les llavors. Com a curiositats cal destacar que és una planta de creixement molt lent, tant que floreix quan arriba als 10 anys i pot viure fins a 60 anys. Més enllà d'elaborar-se productes terapèutics a partir de les substàncies de l'arrel, també se'n fabrica el licor de genciana.

## Morfologia

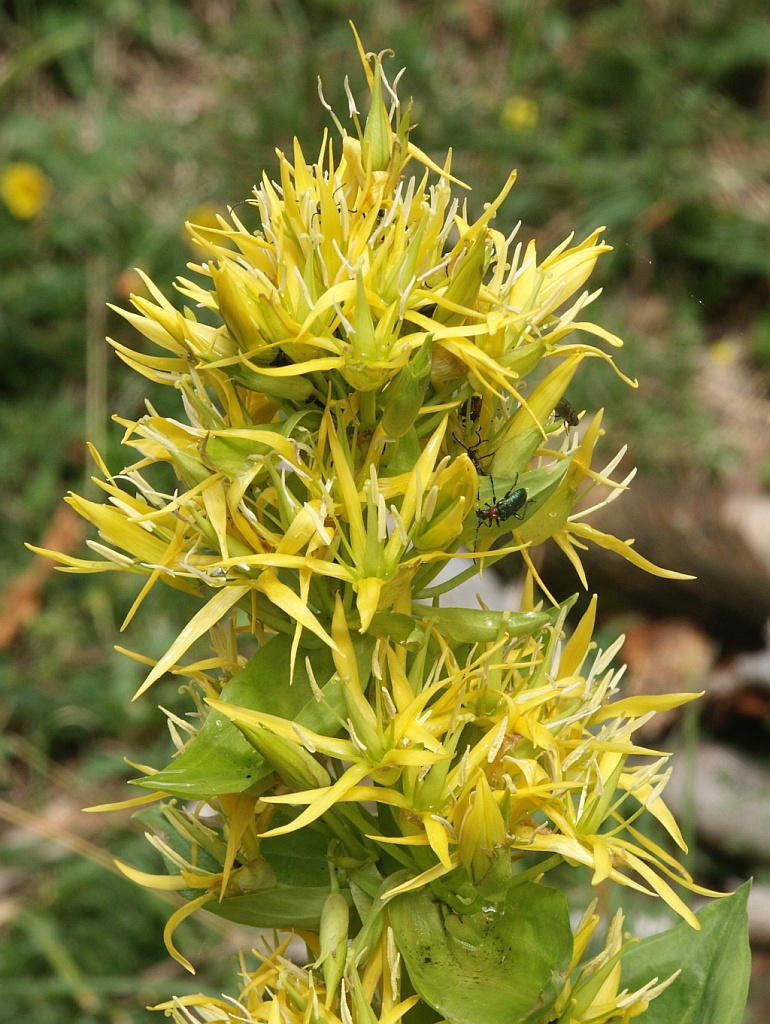
Gentiana lutea

L'arrel sol tenir més d'un metre de llargada i fa entre 2 i 5 centímetres de diàmetre. És cilíndrica, ramificada i molt amarga. És de color vermellós – bru a l'exterior i de color groc per l'interior.
La tija és robusta, gruixuda, erecta, fistulosa i pot arribar a fer entre 1,5 i 2 metres d'alt. Té entre 3 i 6 verticils de flors. No té ramificacions. Les fulles són grans, mesuren entre 20 i 30 cm. A la base envolten la tija formant una beina, són simples, amb pecíol, ovato-el·líptiques, enteres i presenten entre 5 i 7 nervis molt prominents. A la tija, són el·líptiques, sèssils, oposades i de color verd – groguenc. Fan entre uns 30 centímetres de llarg i 15 centímetres d'ample. La inflorescència ocupa la meitat superior de la tija, amb flors grogues hermafrodites. Aquestes flors es troben en fascicles a l'axil·la de les fulles i presenten una simetria actinomorfa. La floració es produeix entre el juny i l'agost. I el fruit és una càpsula fusiforme d'entre 2 i 2,5 cm. Tenen el periant pentàmer diferenciat, amb els sèpals soldats. Els pètals també estan soldats en forma d'embut o oberts en forma d'estrella. Pel que fa als òrgans reproductora té dos carpels soldats, un ovari súper i 5 estams.

## Ecologia
Adopta l'estratègia d'hemicriptòfit. A l'hivern s'asseca i torna a brotar a la primavera a partir d'una gemma que queda arran de terra. Floreix entre juny i agost, segons l'altitud. És una planta perenne i herbàcia que fa entre un i dos metres d'alçada. Pel que fa al seu hàbitat aquesta es desenvolupa preferentment en climes frescos i suficientment plujosos. El terreny ha de ser ben drenat, més aviat lleuger, silícic i calcari. Abunda en zones pirinenques, en altituds entre 1000 i 2500 metres, boscos oberts, pendents pronunciades pedregoses i camps alts. També cal esmentar que és una planta originària del continent europeu, sobretot dels Alps i regions muntanyenques del Sud d'Europa.
Gentiana lutea s'estén per l'oest d'Àsia com Turquia i per Europa on la podem trobar en països centrals a Àustria, Alemanya i Suïssa; a l'est a Moldàvia i Ucraïna; al sud-est a Albània, Bulgària, Grècia, Itàlia, Romania i a l'antiga Iugoslàvia; i al sud-oest a França, Portugal i Espanya especialment a la serralada cantàbrica asturiana. Respecte a la distribució al Principat és present a la Vall d'Aran i comarques pirinenques.

## Farmacologia
La part utilitzada és la part subterrània arrels i rizomes. Aquests s'assequen sense fermentar i es trossegen.
Pel que fa a la seva composició química conté secoiridoids que són principis actius molt amargs, com el gentiopicròsid en un 2-4%, el swertiamaròsid, sweròsid i amarogentiòsid. Respecte a la composició en glúcids té oligosacàrids com la sacarosa en un 2,5-0,8%, el trisacàrid gentianosa i el disacàrid gentiobiosa, que tenen un particular sabor amarg, i també presenta polisacàrids homogenis com la inulina. A més a més, conté àcid fòlic derivat de l'àcid benzoic, àcid gentísic, cafeic i protocatètic.
La coloració groga característica de la flor és deguda als pigments xantones que es troben en un 0,1% com la gentisina, la gentiseina i la isogentisina, també conté derivats de la fenilpropanona. Finalment, cal dir que conté altres components químics com triterpens, tanins, esteroides, olis essencials i alcohols pirídics.
Aquesta és una planta amb diversos usos medicinals i accions farmacològiques a causa de la seva composició química. Els principis amargs de la seva arrel obren la gana (acció aperitiva) i faciliten la digestió (acció eupèptica o digestiva) estimulant la secreció de les glàndules digestives. És per aquest motiu que aquests agents químics són molt adequats en casos de gastritis crònica, atonia gàstrica (estómac caigut), en les indigestions i els vòmits.
Contribueix en el tractament de congestions hepàtiques i de disquinèsies biliars. S'ha comprovat que és capaç de destruir els protozoàrids causants del paludisme que parapetin els glòbuls vermells de la sang i s'usa en paludisme resistent a la quinina, ja que es pot usar juntament amb aquesta. També és un agent immunoestimulant, l'administració de la seva arrel estimula la producció de leucòcits, de manera que es pensa que pot tenir una acció favorable de depressió immunitària. I té una acció antiinflamatòria i cicatritzant.